# Radca generalny Szkocji
Radca generalny Szkocji (en. Her Majesty’s Solicitor General for Scotland, sz. Àrd-neach-lagha a' Chrùin an Alba), jeden z urzędników prawnych Korony w Szkocji, zastępca lorda adwokata.

## Lista Radców Generalnych Szkocji
- 1696–1700: Patrick Hume
- 1701–1706: David Dalrymple of Hailes
- 1706–1709: William Carmichael
- 1709–1714: Thomas Kennedy
- 1709–1717: James Steuart
- 1714–1716: John Carnegie of Boyseck
- 1717–1720: Robert Dundas
- 1720–1721: Walter Stewart
- 1721–1733: John Sinclair
- 1721–1725: Charles Binning
- 1725–1737: Charles Erskine
- 1737–1742: William Grant
- 1742–1746: Robert Dunas
- 1746–1755: Patrick Haldane of Gleneagles
- 1746–1755: Alexander Hume
- 1755–1759: Andrew Pringle of Alemore
- 1759–1760: Thomas Miller
- 1760–1766: James Montgomery
- 1760–1764: Frances Garden
- 1766–1775: Henry Dundas
- 1775–1783: Alexander Murray
- 1783–1783: Ilay Campbell
- 1783–1784: Alexander Wight
- 1784–1789: Robert Dundas of Arniston
- 1789–1806: Robert Blair
- 1806–1807: John Clerk
- 1807–1811: David Boyle
- 1811–1813: David Monypenny
- 1813–1816: Alexander Maconochie
- 1816–1822: James Wedderburn
- 1822–1830: John Hope
- 1830–1834: Henry Cockburn
- 1834–1834: Andrew Skene
- 1834–1835: Duncan McNeill
- 1835–1837: John Cunninghame
- 1837–1839: Andrew Rutherfurd
- 1839–1840: James Ivory
- 1840–1841: Thomas Maitland
- 1841–1842: Duncan McNeill
- 1842–1846: Adam Anderson
- 1846–1850: Thomas Maitland
- 1850–1851: James Moncreiff
- 1851–1851: John Cowan
- 1851–1852: George Deas
- 1852–1852: John Inglis
- 1852–1853: Charles Neaves
- 1853–1853: Robert Handyside
- 1853–1855: James Craufurd
- 1855–1855: Thomas Mackenzie
- 1855–1858: Edward Francis Maitland
- 1858–1858: Charles Baillie
- 1858–1859: David Mure
- 1859–1859: George Patton
- 1859–1862: Edward Francis Maitland
- 1862–1866: George Young
- 1866–1867: Edward Strathearn Gordon
- 1867–1868: John Millar
- 1868–1869: George Young
- 1869–1874: Andrew Rutherfurd-Clark
- 1874–1874: John Millar
- 1874–1876: William Watson
- 1876–1880: John Hay Athole Macdonald
- 1880–1881: John Balfour
- 1881–1885: Alexander Asher
- 1885–1886: James Patrick Bannerman Robertson
- 1886–1886: Alexander Asher
- 1886–1888: James Patrick Bannerman Robertson
- 1888–1890: Moir Tod Stormonth Darling
- 1890–1891: Charles John Pearson
- 1891–1892: Andrew Murray
- 1892–1894: Alexander Asher
- 1894–1895: Thomas Shaw
- 1895–1896: Andrew Murray
- 1896–1903: Charles Scott Dickson
- 1903–1905: David Dundas
- 1905–1905: Edward Theodore Salvesen
- 1905–1905: James Avon Clyde
- 1905–1909: Alexander Ure
- 1909–1910: Arthur Dewar
- 1910–1911: William Hunter
- 1911–1913: Andrew Macbeth Anderson
- 1913–1920: Thomas Brash Morison
- 1920–1922: Charles David Murray
- 1922–1922: Andrew Constable
- 1922–1922: William Watson
- 1922–1923: David Fleming
- 1923–1924: Frederick Charles Thomson
- 1924–1924: John Charles Fenton
- 1924–1926: David Fleming
- 1926–1929: Alexander Munro MacRobert
- 1929–1929: Wilfrid Normand
- 1929–1931: John Charles Watson
- 1931–1933: Wilfrid Normand
- 1933–1935: Douglas Jamieson
- 1935–1935: Thomas Mackay Cooper
- 1935–1936: Albert Russell
- 1936–1941: James Scott Cumberland Reid
- 1941–1945: David King Murray
- 1945–1947: Daniel Blades
- 1947–1947: John Thomas Wheatley
- 1947–1951: Douglas Johnston
- 1951–1955: William Rankine Milligan
- 1955–1960: William Grant
- 1960–1964: David Colville Anderson
- 1964–1964: Norman Wylie
- 1964–1965: James Graham Leechman
- 1965–1967: Henry Stephen Wilson
- 1967–1970: Ewan George Francis Stewart
- 1970–1972: David William Robert Brand
- 1972–1974: William Ian Stewart
- 1974–1979: John McCluskey
- 1979–1982: Nicholas Fairbairn
- 1982–1989: Peter Fraser, baron Fraser of Carmyllie
- 1989–1992: Alan Rodger
- 1992–1995: Thomas Dawson
- 1995–1995: Donald Mackay, baron Mackay of Drumadoon
- 1995–1997: Paul Cullen
- 1997–2000: Colin Boyd
- 2000–2001: Neil Davidson
- 2001–2006: Elish Angiolini
- 2006–2007: John Beckett
- 2007–2011: Frank Mulholland
- od 2011: Lesley Thomson